# Assembleia Regional Siciliana

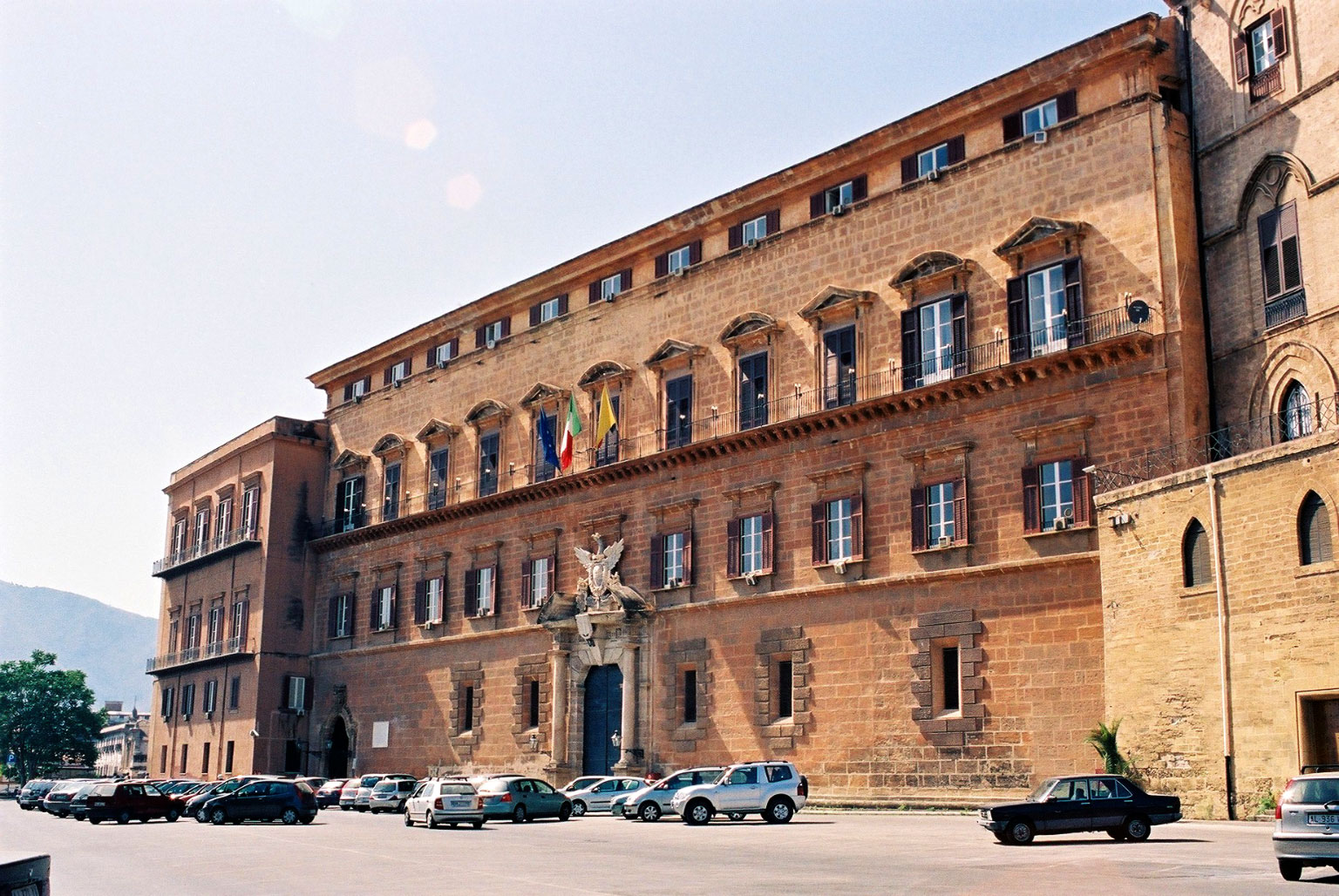
O Palácio dos Normandos

A Assembleia Regionale Siciliana é o órgão legislativo da Região Autônoma Siciliana previsto em seu estatuto especial de 15 de maio de 1946. É a única assembleia regional da Itália que tem o título de parlamento e seus membros são denominados deputados. 
O Parlamento Siciliano é considerado um dos mais antigos do mundo, tendo iniciado sua atividade em 1130 na cidade de Palermo, no Palácio dos Normandos, onde até hoje mantém sua sede. A primeira sessão foi convocada, antes mesmo da criação da casa, pelo rei Rogério em 1097 em Mazara del Vallo. 

## Composição
A Assembleia é composta de noventa deputados eleitos por sufrágio universal e direto pelos eleitores sicilianos a cada cinco anos. Desde 1130 reúne-se na Sala de Hércules no Palácio dos Normandos em Palermo. De 25 de maio de 1947 à atualidade houve quinze legislaturas, inicialmente de duração quadrienal, e depois de 1971 quinquenal. 